# ASW Wien
ASV Wien (njem. Arbeiter-Schwimm-Verein Wien) je vaterpolski klub iz Beča, Austrija. 

## O klubu
ASV Wien (Arbeiter-Schwimm-Verein Wien) je osnovan 1909. godine kao radničko športsko drušvo. Od početka 1970.-ih su vaterpolisti ASV-a među vodećim klubovima u Austriji, a prvi put su prvaci 1983. godine. Klupske boje su crvena i bijela. 

## Uspjesi
Austrijsko prvenstvo (Bundesliga / Staatsliga)
- prvak: 1983., 1984., 2005., 2006., 2020.
- doprvak: 1955., 1971., 1972., 1973., 1974., 1975., 1976., 1977., 1978., 1979., 1980., 1981., 1985., 1986., 1994., 1995., 1996., 1999., 2014., 2019., 2021.

Kup Austrije
- pobjednik: 2005., 2017., 2020., 2021.

## Momčadi
U sezoni 2006/07., natjecanje je započeo u Euroligi, iz koje je ispao nakon 1. izlučnog kruga, osvojivši 5. mjesto u skupini B. Natjecanje u europskim kupovima je nastavio sudjelovanjem u 2. izlučnom krugu LENA kupa, u kojem je završio natjecanje okončavši zadnji u natjecateljskoj skupini "H".
Postava u sezoni 2006./07.:
- Vedran Sokac
- Martin Duškov
- Richard Tremmel
- Ivan Rukavina
- Mathias Stejskal
- Filip Mijić
- Marko Marković
- Ante Kajmak
- Andrija Rosić
- Marko Draganić
- Adrian Zelalić

- Trener: Žarko Jeremić

## Vanjske poveznice
- (njem.) asv-wien.at